# Pandanus motleyanus
Pandanus motleyanus là một loài thực vật có hoa trong họ Dứa dại. Loài này được Solms miêu tả khoa học đầu tiên năm 1878.